# Hubsand

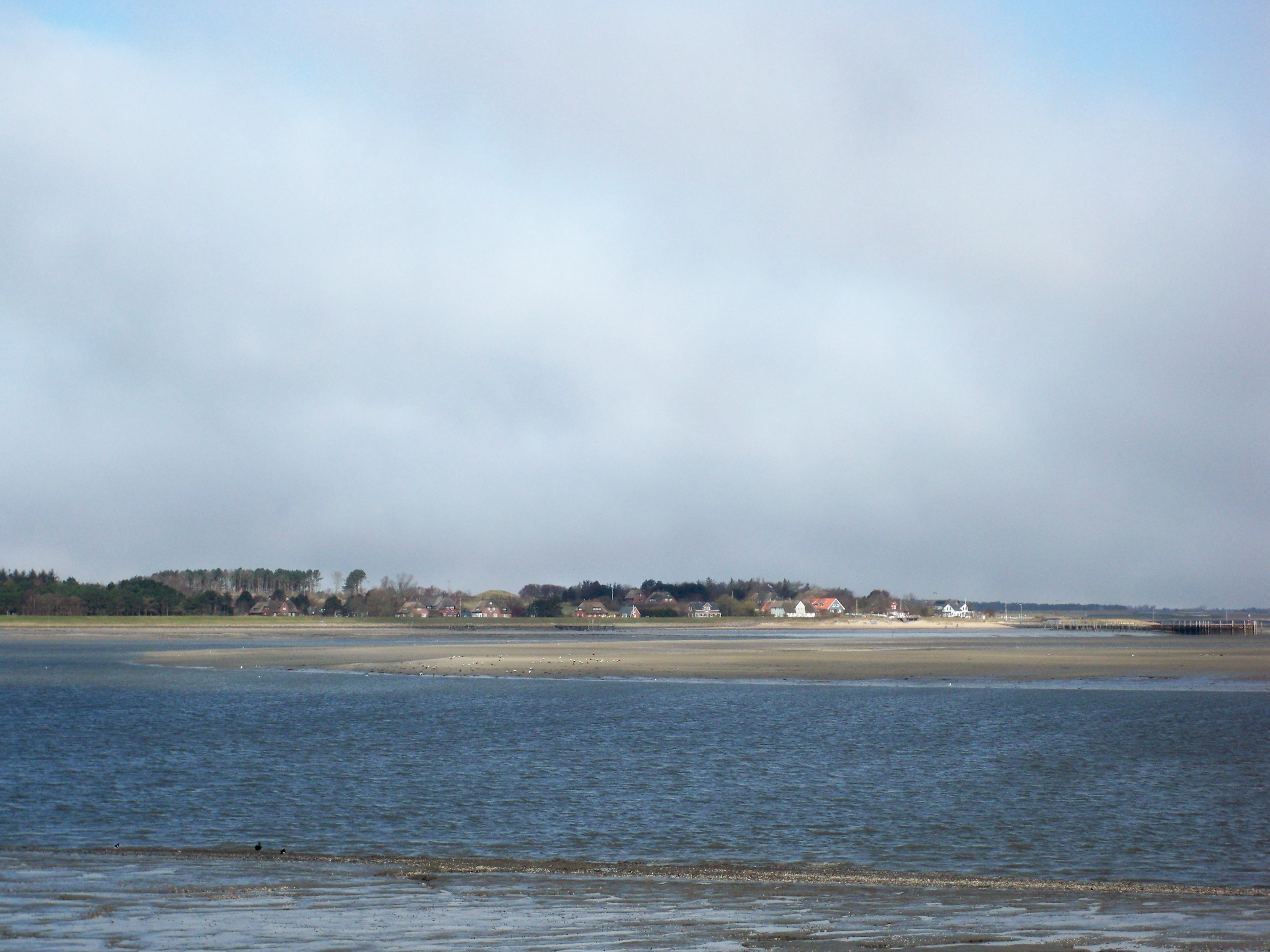
Der Hafen von Steenodde, davor der Hubsand

Der Hubsand ist eine Sandbank östlich der Südspitze der Insel Amrum. Nördlich befindet sich der Sand Mittellochsknob, westlich der Hafenpriel Wittdün.